# Рокфорд (Вашингтон)
Рокфорд (на английски: Rockford) е град в окръг Споукан, щата Вашингтон, САЩ. Рокфорд е с население от 413 жители (2000) и обща площ от 1,8 km². Намира се на 728 m надморска височина. ЗИП кодът му е 99030, а телефонният му код е 509.